# Lauro de Freitas
Lauro de Freitas ist eine brasilianische Stadt im Bundesstaat Bahia an der Grenze zu Salvador. In unmittelbarer Nähe der Stadt befindet sich auch der internationale Flughafen Salvador-Magalhães, der von Lauro de Freitas schnell erreicht werden kann.
Wie auch Salvador liegt Lauro de Freitas direkt am Atlantischen Ozean.
Im Jahr 2009 hatte Lauro de Freitas nach offiziellen Zahlen des IBGE 156.936 Einwohner bei einer Fläche von 59 km², was einer Bevölkerungsdichte von 2434 Einwohnern pro km² entspricht, und ist damit flächenmäßig gut ein Zwölftel so groß wie Salvador da Bahia.

## Infrastruktur
Im Stadtzentrum finden sich viele kleine Geschäfte und die Stadtverwaltung sowie einige Restaurants und Bars. Vornehme Wohngegenden wie der Stadtteil Vilas do Atlântico bestehen hingegen aus bewachten Wohnsiedlungen (condomínios).
Die Stadt und das Stadtzentrum liegen direkt an der weiter nach Norden mautpflichtig werdenden Estrada do Coco, und 2 km vom Flughafen Salvador entfernt, der am Stadtrand beginnt.

## Persönlichkeiten
- Paola Reis (* 1999), Radrennfahrerin